# Der Fluß regt sich

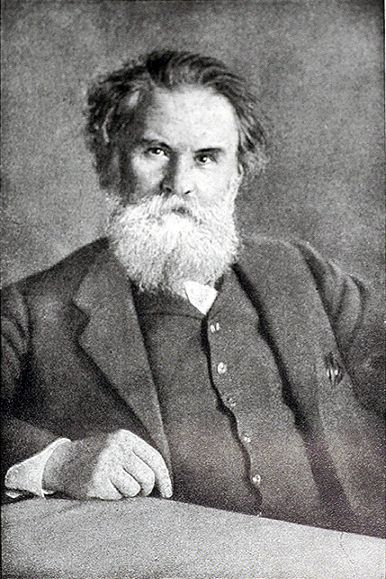
Wladimir Korolenko

Der Fluß regt sich (russisch Река играет, Reka igrajet) ist eine Erzählung des russischen Schriftstellers Wladimir Korolenko, die 1891 entstand und 1892 in den Moskauer Russkije wedomosti erschien.

## Inhalt
Nach einem Aufenthalt am Heiligen See Swetlojar an der unsichtbaren Stadt Kitesh wartet der Erzähler – ein Bücherwurm – am Ufer der Hochwasser führenden Wetluga auf den nächsten Dampfer und lernt dabei den sorglosen Fährmann-Philosoph Tjulin kennen. Am liebsten möchte der „Saufkumpan“ Tjulin alle Arbeit, selbst die schwerste, dem etwa zehnjährigen Sohn Iwanko übertragen und sich in seine trübsinnigen Grübeleien versenken. Tjulins Kundschaft ist mit der Arbeit dieses Schiffers unzufrieden. Eine vergrämte, übermüdete Mutter mit zwei Kindern, die von Tjulin nicht ignoriert wird, wundert sich scheltend, weshalb die Gemeinde einen Fährmann duldet, der seinen schweren, nie enden wollenden Katzenjammer nicht überwinden kann. Es ergibt sich aber, Tjulin ist trotz seiner Trunksucht und lustbetonten Arbeitsweise ein fähiger Fährmann, der sich besonders bei Frühjahrs- und Herbsthochwassern langjährig bewährt hat.
Der Holzhändler Iwachin bittet Tjulin, am anderen Wetluga-Ufer ein Wort bei den Arbeitern der Genossenschaft für ihn einzulegen. Baumstämme müssen dort drüben vor dem Hochwasser gerettet werden. Tjulin bringt für eine Flasche Schnaps manches zuwege. So auch die Manipulation der Werktätigen. Allerdings handelt sich der wendige Schiffer bei den Arbeitern ein blaues Auge ein. Der Erzähler forscht nach dem Warum des Faustschlags. Einem Fremden verrät Tjulin nicht alles. Da der Erzähler bis zur Abfahrt seines Dampfers am nächsten Morgen auf dem Platz um die Hütte Tjulins  bleibt, erfährt er vom Geschehen am anderen Wetluga-Ufer nur durch Hörensagen.
Der listige Tjulin „erzieht“ seine Kundschaft nach eigenem Ermessen; entfernt sich mit zwei leeren Kähnen ans andere Ufer des außer Rand und Band geratenen Flusses und wird somit für die beständig anwachsende Kundenschar, die im Chor „Tju-u-lin! … Den Kahn he-e-r!“ ruft, bis zum nächsten Morgen, also bis zum Ende dieser Erzählung, unerreichbar.

## Die russische Seele
In dem philosophisch angehauchten Text mit einem ein klein wenig zerfaserten Handlungsfaden stellt Korolenko den russischen Menschen – genauer, sein Wesen – antipodisch vor; zum Beispiel Naturverbundene versus Buchgelehrte, notorische Trinker versus sektiererische Abstinenzler oder auch Bewohner des Wetluga-Ufers versus andere Russen. Einen dieser anderen Russen, den Erzähler, nennt Tjulin mit feinem Spott den Wanderer, also einen, der sich am Swetlojar mit hochtrabendem Gerede verausgabt hat. „Ein Wirrwarr überall im Russenlande“, trifft ein Russe aus Pessotschnaja ins Schwarze. Denn fast jede der sechs aufgeführten Gruppen zerfällt ihrerseits in Grüppchen. So werden am Wetluga-Ufer die Einwohner von Solowjicha denen von Pessotschnaja gegenübergestellt. Während die Solowjicher als Diebsleute verrufen sind, behalten die Pessotschnajer ihren Besitz in jeder Lebenslage möglichst am Mann. Letztgenanntes Verhalten erinnert den Leser aus dem deutschsprachigen Raum an die Schildbürger: Sieben Pessotschnajer hatten in Blagoweschtschenje landwirtschaftliche Werkzeuge schärfen lassen und sich diese schweren Eisenteile bei der Heimfahrt über die Wetluga fest umgebunden. Als der Kahn in der Flussmitte kippte, hatte das schwere Metall alle sieben auf den kühlen Grund hinabgezogen.
Der Erzähler erhebt das Beschriebene zum russischen Charakteristikum, wenn er seinen schmalen Text beschließt: „Lieber Tjulin, liebe lustige ausgelassene Wetluga! Wo nur und wann habe ich euch schon gesehen?“

## Deutschsprachige Ausgaben
Verwendete Ausgabe
- Der Fluß regt sich. Deutsch von Katharina Gilde. S. 74–114 in Wladimir Korolenko: Makars Traum und andere Erzählungen. Mit einem Nachwort von Herbert Krempien. 275 Seiten. Verlag der Nation, Berlin 1980 (1. Aufl.)

## Anmerkung
1. ↑  Da spottet zum Beispiel der Erzähler über die Ureniewsekte (im Original, Kapitel 7: уреневские начётчики - etwa: Ureniewsker Pseudogelehrte) und verbreitet sich zur Molokanersekte (Verwendete Ausgabe S. 105, 3. Z.v.u. und S. 109, 14. Z.v.o.).